# 武勲詩
武勲詩（ぶくんし、古フランス語：chansons de geste, シャンソン・ド・ジェスト）とは、フランス文学黎明期に現れた叙事詩のこと。最も早いもので11世紀後期から12世紀初期、つまりトルヴェールの抒情詩や初期の韻文の騎士道物語（ロマンス）の出現の100年前に作られた。

## 概略
武勲詩は古フランス語で書かれたもので、明らかにジョングルールが読んで上演することを目的としていた。題材は8世紀ないし9世紀フランス史の伝説的事件（一部は、実際にあった事件）である。それは、ムーア人やサラセン人との戦いに明け暮れたシャルル・マルテルやシャルルマーニュ、ルイ1世の時代であった。やがて、歴史的伝説にファンタジーの要素が加えられ、イスラム教の敵の中に巨人、魔術、怪物といったものが現れるようになった。さらに、当時の十字軍の体験から東方への冒険も増えだした。ある連作詩では、ゴドフロワ・ド・ブイヨンらを主人公とした第1回十字軍とエルサレム王国初期の出来事が形を変えて語られた。最終的に、13世紀・14世紀の詩では、歴史的軍事的要素は衰退し、ファンタジー要素が物語を支配するようになった。
武勲詩の主題の中でも伝統的な題材は、のちに「フランスもの」と呼ばれるようになった。これと対比されるのは、騎士道物語の題材である「ブルターニュもの」（ブルターニュもの）や、「ローマもの」である。「ブルターニュもの」にはアーサー王とその騎士の物語、「ローマもの」にはトロイア戦争、アレキサンダー大王の征服、シーザーとその後継者たち（騎士道の手本として中世風の換骨奪胎を受けている）の物語などが含まれる。
武勲詩に出てくるキャラクターにはごく限られた類型しかない。手を替え品を替え登場する英雄、恐れを知らぬ反逆者、ずるいまたは臆病な裏切り者、サラセンの巨人、美しいサラセンの姫、などなど——これらは作品ごとに使い捨てにされることもしばしばだった。ジャンルとしての洗練が進むと、これに加えてファンタジー的な要素が導入された。そういった流れの中で詩人たちが創作したキャラクターの中には、『ユオン・ド・ボルドー』に初めて登場する妖精オーベロン、『ルノー・ド・モントヴァン』が初登場になる魔法の馬バヤール（Bayard）などが含まれる。セルフパロディの要素もすぐに現れた。『シャルルマーニュの巡礼』では、威厳あるシャルルマーニュでさえ平気で嘲笑の対象として扱われた。

## 起源
形式としての武勲詩の起源には諸説がある。19世紀の中世研究家ガストン・パリス（Gaston Paris）は、武勲詩は口誦の叙事詩の伝統を継承していることを認定し、現代の著作家が他のジャンルの中で言及することがある、カンティレーナ（Cantilena）と言われる物語歌と同一視した。
重要な事件に関するこうした歌は、時にはその事件の直後に歌われた。たとえば、ロンスヴォーの戦い（Battle of Roncevaux Pass）でのさして有名でもない待ち伏せ攻撃で斃れた人々の名前を、事件から60年後の誰もが知っていたという当時の記録がある。元々の小事件が、伝説（現在『ローランの歌』として知られている様々なヴァージョンの中にある）として大きくなったことを示している。また、ギヨーム・ド・ティールの『Historia Transmarina』（10.20）、およびノジャンのギベール（Guibert of Nogent）の『Gesta Dei per Francos』の中には第1回十字軍をテーマにした当時の歌のことが言及されていて、現存する『アンティオキアの歌』（Chanson d'Antioche）の作者Graindor de Brie（活躍：1170年頃）によると、ジョングルールや遠征に参加したRichard le Pèlerinの作品から引いてきたということである。スペイン文学の『わがシッドの歌』は当時はスペインでも似たような物語の伝統があったことを示している。
ガストン・パリスはさらに、スカンディナヴィアのスカルド詩人やケルトのバード（Bard）がそうだったように、武勲詩の初期の歌い手は王や軍事指導者の宮廷にいたと考えたが、これに関しては決定的な証拠はない。
ジョゼフ・ベディエ（Joseph Bédier）が支持する別の研究家の考えは、武勲詩はそれを作った詩人たちによって発明されたというものである。ベディエはさらに、いくつかのストーリーを最初に作ったのは修道士たちで、聖人だけでなく伝承の伝説的英雄も繋ぐことによって、巡礼の地を知らせるために武勲詩を使ったのだと示唆した。物語の中には魔法の聖遺物が頻繁に出てくることから、この意見は口誦理論（Oral Theory）の発展以来少数の支持者を得た。しかしなお問題が多いのは、修道士はジョングルールの文学に手を出すことをはっきり禁じられていたからである。

## 詩形
初期の武勲詩は、類韻されたスタンザの中に10音節の詩行の集まりだった。つまり、最後の強勢の（アクセントのある）母音はスタンザのどの行とも同じものだが、子音は行によって異なる。これらのスタンザは一般的にレッセ（Laisse）と呼ばれる。スタンザの長さは様々である。
Desuz un pin, delez un eglanter
Un faldestoed i unt, fait tout d'or mer:
La siet li reis ki dulce France tient.
Blanche ad la barbe et tut flurit le chef,
Gent ad le cors et le cuntenant fier.
S'est kil demandet, ne l'estoet enseigner.
-- 『ローランの歌』から。類韻は太字の「e」である。
後期の武勲詩はmonorhymeのスタンザで作られた。スタンザの中のどの行も最後の音節に同じ押韻がされている。他にも、行が10音節から12音節に変わった。
Or s'en fuit Corbarans tos les plains de Surie,
N'enmaine que .ii. rois ens en sa conpaignie.
S'enporte Brohadas, fis Soudan de Persie;
En l'estor l'avoit mort a l'espee forbie
Li bons dus Godefrois a le chiere hardie
Tres devant Anthioce ens en la prairie.
-- 十字軍サイクル（作品群）の中の武勲詩『Les Chétifs』の冒頭。押韻は「ie」である。

## 上演
武勲詩はジョングルールたちによって（ある時は通りすがりの聴衆に、ある時はおそらくもっと公式な場で）詠唱された。ジョングルールたちは時には仲間と一緒に、あるいは中世フィドル（ヴィエール）の伴奏をつけて歌った。
いくつかの写本の中には、ジョングルールに対しての歌をやめるようにとの注意や脅迫、翌日も続けるという約束、金銭や贈り物の要求などが書かれている。
当時は紙が大変高価だったので、すべてのジョングルールが（原稿を）読むことはできず、おそらく、歌が書きとめられた後でさえ、多くのジョングルールたちは口誦の伝統に頼ったのではないかと思われる。武勲詩の伝統において、口誦によって演じることが暗示するものは、詩行、（とくに初期の例では）全スタンザはこのうえなく顕著な口誦詩（Oral poetry）の決まり文句で、ジョングルールたちが演じる中で詩を構築すること、観客が簡単に新しいテーマを把握することを可能にしたということである。

## 武勲詩の一覧

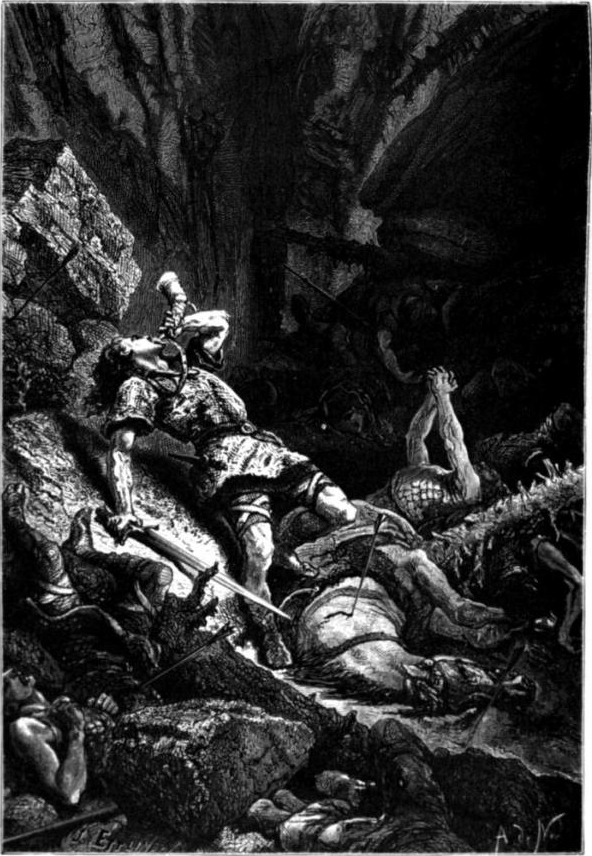
『he History of France from the Earliest Times to the Year 1789』より。フランソワ・ギゾー画。ロンスヴォー（Roncevaux）でのローランの死。

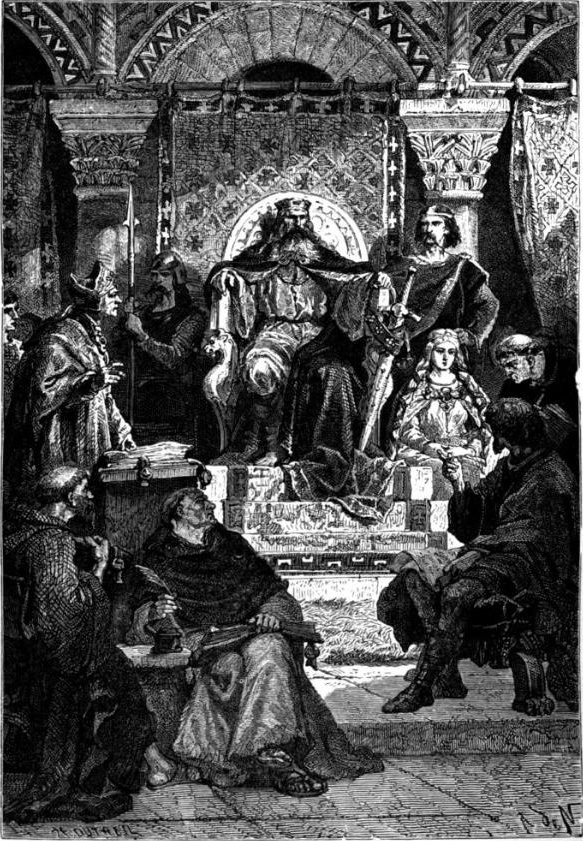
同上。シャルルマーニュ

12世紀から15世紀の日付のある写本の中に、おおよそ80の武勲詩が現存している。有名ないくつかの武勲詩は一度ならず形を変えて書きとめられている。初期の武勲詩はほとんどすべて作者不詳である。一方、後期の武勲詩の多くは作者の名前が記されている。
1215年頃、ベルトラン・ド・バール＝シュル＝オーブ（Bertrand de Bar-sur-Aube）はその『ジラール・ド・ヴィエンヌ』（Girart de Vienne）の序文の中で、武勲詩が扱う「フランスもの」(Matière de France)を、3人の主要人物にまつわる3つのサイクルに分割した（カロリング・サイクル。詳細は後述）。武勲詩、あるいはそこに取り入れられた伝説は他にもあり、『Des Deux Bordeors Ribauz』という題名のファブリオーの中には、ジョングルールが自分の知っている話をリストに加えたという13世紀後半のユーモラスな逸話が書かれている。他には、カタルーニャ（カタロニア）のトルバドゥール、Guiraut de Cabreraのユーモラスな詩『Ensenhamen de Cabra』がある。これはその冒頭の言葉から"Cabra juglar"として知られている。本人が知っているのが当然なのにそうでない詩を書くjuglar（フグラール。ジョングルールのこと）に当てて書いた教訓詩である。
以下のリストは、上記ベルトラン・ド・バール＝シュル＝オーブの分類に従って整理したものに、さらに2つのサイクルと、どのサイクルにも入らないものを追加したものである。それぞれの武勲詩のカテゴライズについては多くの異なる意見がある。

### 王のジェスト
王のジェスト(Geste du roi)は、シャルルマーニュ、またはその直後の後継者を主人公とするもの。全体にわたるテーマは、キリスト教の擁護者としての王の役割である。この中には最初に書きとめられた武勲詩『ローランの歌』も含まれる。
- ローランの歌（La Chanson de Roland。最初に書かれたヴァージョンのオックスフォード・テキストは1080年頃） - オック語版の『Ronsasvals』[5]、中高ドイツ語版の『Ruolandsliet』、ラテン語版の『Carmen de Prodicione Guenonis』など、複数のヴァージョンが存在する。前編と続編は以下の通り。
  - スペイン侵攻（14世紀）[6][7]
  - Galiens li Restorés - 1490年頃の1冊の写本から見つかった[8]。
  - アンセイス・ド・カルタージュ（Anseïs de Carthage。1200年頃）
- シャルルマーニュの巡礼（Le Pèlerinage de Charlemagne。1140年頃。15世紀に2つの改訂版がある） - シャルルマーニュとその騎士たちのエルサレムならびにコンスタンティノポリスへの架空の冒険を描いたもの。
- フィエラブラ（Fierabras。1170年頃）[9]
- アスプレモン（Aspremont。1190年頃） - 後のヴァージョンはAndrea da Barberinoの同名のものをベースに作られた。
- Aiquin[10]
- サクソン人の歌（La Chanson de Saisnes。1200年頃。ジャン・ボデル作）。作品を Matière de France など話材ごとに分類する試みは、この詩の冒頭部が嚆矢である。
- オテュエル（Otuel）またはオティネル（Otinel）。サラセン人が、ロランと決闘後、改宗して味方にくわわるパターンの物語。
- 大足のベルト（Berthe aux Grands Pieds[11]。1275年頃。アドネ・ル・ロワ作） - 後のFranco-Italian版もある。
- Mainet シャルル大王の幼年期。フランス語では12世紀の断片のみ残る。シャルルは嫡子であるが、偽のベルタが生んだ兄たちに国外逃亡を余儀なくされ、正体を偽名 Main マン で通す(Mainetはその指小形)。これは、後年になって二つの名前をあわせてシャルルマーニュになったと説明するための布石である。逃亡先では、スペインの異教徒王ガラフに仕官し、活躍して王女のガリエンヌ Galienne を娶る。ドイツ（ライン＝フランコニア語）やフランコ＝イタリア語版が存在する。
- Basin 盗賊の身分に成り果てた男が、シャルルマーニュ王への忠誠を失わず、反乱を企てている貴族の悪事をあばく手助けする話。当の武勲詩は遺失しているが、『カルル大帝のサガ』の第一部に登場するバシーンという人物がその名残りであり、中オランダ語『カーレルとエレハスト』にも同じストーリーが保存されている。
- 少年時代のオジェ（Les Enfances Ogier。1275年頃。アドネ・ル・ロワ作）
- デーン人オジェ（Ogier le Danois。Raimbert de Paris作）[12]
- Jehan de Lanson（1239年以前）[13]
- ギィ・ド・ブルゴーニュ（Gui de Bourgogne）[14]
- Gaydon（1230年頃）[15]
- マケール（Macaire）またはレーヌ・セビルの歌（La Chanson de la Reine Sebile）
- ユオン・ド・ボルドー。オリジナルは1215年から1240年頃の作だが、そのすぐ後の写本のものが知られている。1つの前編と4つの後編がある。
  - オーベロン（Auberon)
  - エスクラルモンドの歌（La Chanson d'Esclarmonde）
  - クラリスとフローラン（Clarisse et Florent）
  - La Chanson d'Ide et d'Olive
  - ゴダン（Godin）
- ユーグ・カペー（Hugues Capet。1360年頃）
- ユオン・ドーベルニュ（Huon d'Auvergne） - 消失。16世紀に改作。Guiraut de Cabreraの『Ensenhamen』の中の叙事的英雄の中で言及され、『Mainet』の登場人物でもある。

### ガラン・ド・モングラーヌのジェスト
ガラン・ド・モングラーヌのジェスト(La Geste de Garin de Monglane)の中心人物はガラン・ド・モングラーヌではなく、その曾孫とされるギヨーム・ド・ジェローヌ（またはギヨーム・ドランジュ。Guillaume de Gellone）。世継ぎではない若い息子たちである騎士たちが、反キリスト教（実際にはイスラム教）との戦いを通して、土地と栄光を得ようとする。
- ギヨームの歌（Chanson de Guillaume。1100年頃。佐藤輝夫による邦訳が、訳者代表　呉茂一・高津春繁『世界名詩集大成 1　古代・中世篇』 平凡社　1963年に所収）
- ルイの戴冠（Le Couronnement de Louis。1130年頃）
- ニームの荷車隊（Charroi de Nîmes。1140年頃）
- オランジュの陥落（Prise d'Orange。1150年頃。1122年以前の消失したヴァージョンからの改作）
- アリスカン（Aliscans。1180年頃。後の時代の複数のヴァージョンがある） - ヴォルフラム・フォン・エッシェンバッハによる 中高ドイツ語文学の傑作『ヴィレハルム』の原典となった
- ロキフェールの戦い（Bataille Loquifer。韻文版10写本の成立は13世紀前半から14世紀前半まで。D 写本によれば、ジャンドゥー・ド・ブリー Jendeus de Brie の作。『アリスカン』において、ギヨームの片腕としてサラセン軍に対する勝利に貢献したレヌアールが主人公。レヌアールはアリスカンでの戦闘後にルイ王の娘と結婚する。彼は異教徒側の巨人ロキフェールと戦う）[16]
- レヌアールの出家（Moniage Rainouart。12世紀末～13世紀初め。Graindor de Brie作。アリスカンでの戦いの大立者レヌアールは修道生活に入っていたが、その生活に馴染めないでいた。再びギヨームに向かってきた異教徒軍を迎え撃つ戦いに呼び出されレヌアールはサラセン軍の巨人ガディフェールを一騎討で打ち負かす）[17]
- Foulques de Candie（活躍期：1170年頃の Herbert le Duc of Dammartin作）
- シモン・ド・プッリャ（Simon de Pouille） - 架空の東方冒険譚。主人公は Garin de Monglane の孫と言われる[18]。
- エメリ・ド・ナルボンヌ（Aymeri de Narbonne。ベルトラン・ド・バール＝シュル＝オーブ作。エメリはギヨームの父）
- ジラール・ド・ヴィエンヌ（Girart de Vienne。ベルトラン・ド・バール＝シュル＝オーブ作） - 『Hernaut de Beaulande』、『Renier de Gennes』と一緒に後の短編ヴァージョンも見つかっている[19]。
- Les Enfances Garin de Monglane（15世紀）
- Garin de Monglane（13世紀）
- Hernaut de Beaulande（14世紀の断片と後世のヴァージョン）[19]
- Renier de Gennes[19]
- ギヨームの少年時代（Enfances Guillaume。1250年以前）
- ナルボンヌ人（Les Narbonnais。1205年頃。『Le département des enfants Aymeri』、『Le siège de Narbonne』の2部。
- ヴィヴィアンの少年時代（Enfances Vivien。1205年頃）[20]
- ヴィヴィアンの武勲（Covenant Vivien または Chevalerie Vivien）
- Le Siège de Barbastre（1180年頃）
  - Bovon de Commarchis（1275年頃） - アドネ・ル・ロワによる改訂版。
- Guibert d'Andrenas（13世紀）
- La Prise de Cordres（13世紀）
- エメリ・ド・ナルボンヌの死（La Mort Aymeri de Narbonne。1180年頃）
- Les Enfances Renier
- ギヨームの出家（Moniage Guillaume。1160年 - 1180年）[21]

### ドーン・ド・マイヤンスのジェスト
ドーン・ド・マイヤンスのジェスト(Geste de Doon de Mayence)は王権に対する大逆と謀反を扱っている。どの作品も反逆者の敗北で反乱は終結し、反逆者は後悔する。
- ジラール・ド・ルシヨン（Girart de Roussillon。1160年 - 1170年） - 主人公ジラールは『ジラール・ド・ヴィエンヌ』にも登場し、その中ではGarin de Monglaneの息子とされている。続編がある。
  - Auberi le Bourgoing
- ジラール・ド・ヴィエンヌ（12世紀末）[6]
- ルノー・ド・モントヴァンまたはエイモンの4人の息子（Les Quatre Fils Aymon）（12世紀末）
- ラウール・ド・カンブレー - ドーン・ド・マイヤンス詩群で最も有名な武勲詩。おそらくBertholaisと呼ばれるランのトルヴェールが始めた。12世紀末のヴァージョンが現存する。
- ドーン・ド・マイヤンス（Doon de Mayence。13世紀中頃）
- Gaufrey
- ドーン・ド・ナントゥイユ（Doon de Nanteuil。12世紀後半。現在知られているのは13世紀のヴァージョンから派生した断片のみ[22]。いくつかの続編がある。
  - アイ・ダヴィニョン（Aye d’Avignon。おそらく1195年から1205年頃の作） - この架空のヒロインは、ドーン・ド・マイヤンスの孫、ドーン・ド・ナントゥイユの息子にあたるガルニエ・ド・ナントゥイユの最初の妻。ガルニエの死後、サラセン人のGanorと再婚する。
  - ギィ・ド・ナントゥイユ（Gui de Nanteuil。1207年頃） - 人気があって、ラインバウト・デ・ヴァケイラスがこの物語のことを言及している。この架空のヒーローは、アイ・ダヴィニョンの息子で、続編の形を取る。
  - トリスタン・ド・ナントゥイユ（Tristan de Nanteuil） - この架空のヒーローはギィ・ド・ナントゥイユの息子。
  - Parise la Duchesse - この架空のヒロインはアイ・ダヴィニョンの娘。フランス追放後、後にハンガリーの王となる息子ユーグをもうける[23]。
- Maugis d’Aigremont
- Vivien l’Amachour de Monbranc

### ロレーヌ・サイクル
ロレーヌ地域圏伝統の歴史の叙事詩的出来事を扱う地方のサイクル。現在知られているのは後期の形式で、明らかに『ユオン・ド・ボルドー』や『デーン人オジェ』からディテールを引いている。
- ロレーヌ人ガラン（Garin le Lorrain）
- エルヴィス・ド・メス（Hervis de Metz）
- ゲルベール・ド・メス（Gerbert de Metz）
- ジルベールの子アンセイス（Anseïs fils de Girbert）

### 十字軍サイクル
ベルトラン・ド・バール＝シュル＝オーブはリストに入れていないが、第1回十字軍とその直後の余波を描いたもの。
- アンティオケの歌（Chanson d'Antioche。Richard le Pèlerinが1100年頃に始めた。現存するもので最も古いものはGraindor de Douai作の1180年頃のもの。14世紀に拡大版）
- Les Chétifs - 隠者ピエールに率いられた貧しい十字軍参加者たちの（ほとんどが架空の）冒険譚。主人公はアルパン・ド・ブールジュ。このエピソードは最終的に1180年頃Graindor de Douaiが『アンティオケの歌』改訂版の中に組み込まれた。
- Matabrune - Matabruneとゴドフロア・ド・ブイヨンの曾祖父の話。
- Le Chevalier au Cigne - ゴドフロア・ド・ブイヨンの祖父エリアスの話。オリジナルは1192年頃に作られ、後に延長され、いくつかの拡大・分岐した。
- Les Enfances GodefroiまたはChildhood exploits of Godefroi - 少年時代のゴドフロア・ド・ブイヨンとその3人の兄弟の話。
- エルサレムの歌（Chanson de Jérusalem）
- ゴドフロア・ド・ブイヨンの死（La Mort de Godefroi de Bouillon） - まったく非歴史的な物語でエルサレム総主教によってゴドフロアは毒を盛られる。
- Baudouin de Sebourg（14世紀初期）
- Le Bâtard de Bouillon（14世紀初期）

### その他の武勲詩
- Gormont et Isembart[24]
- アイオル
- Ami et Amile - 続編がある。
  - ジュールダン・ド・ブライ（Jourdain de Blaye）
- Beuve de Hanstonne - 関連した詩がある。
  - Daurel et Beton - 古フランス語版の存在が推定されるが消失している。物語は1200年頃のオック語版で知られている。
- Aigar et Maurin
- Aïmer le Chétif - 消失[25]。
- Aiol（13世紀）[26]

## 遺産と適用
武勲詩が創造した一群の神話は、ジャンルそれ自体の創造的な力が潰えた後もなお生き続けた。トルクァート・タッソのイタリア語叙事詩『リナルド』（1562年）、ボイアルドの『恋するオルランド』（1495年）、アリオストの『狂えるオルランド』（1516年。といった作品は、最初に武勲詩に登場したシャルルマーニュの12勇士たちの伝説に基づいたものである。また、そこに描かれた事件や筋はエドマンド・スペンサーの『妖精の女王』といったイギリス文学作品の核になった。スペンサーは、カトリック教会に対するプロテスタントの勝利の代わりに、イスラム教に対するキリスト教の勝利を語るために創案された形式を適用しようと試みた。一方、ドイツの詩人ヴォルフラム・フォン・エッシェンバッハ（Wolfram von Eschenbach）はギョーム・ド・ジェローヌの生涯を、その未完の叙事詩で78冊の写本から成る『ヴィルハルム』（13世紀）の基礎にした。さらに武勲詩はアイスランドのサガ『Karlamagnús』にも記録されている。
実に19世紀まで、ローランやシャルルマーニュの歌は、アーサー王と聖杯の物語同様重要なもので、そうしたテーマに基づいたイタリアの叙事詩は主要な文学作品に数えられていた。「フランスもの」が「ブルターニュもの（アーサー王物語）」によって影が薄くなったのは、19世紀後半から20世紀にかけてである。

## 物語的構造
Eugene DorfmanとJean-Pierre Tusseauの著作の中で最初に発展した一般的Narreme構造に基づいて、Henri Wittmannは武勲詩の物語的構造（Narrative structure）を『ニーベルンゲンの歌』やクレオール言語の伝説のものと比較した。